# Dominic Tuohy
Dominic Tuohy (...) è un effettista britannico, vincitore del premio Oscar nella categoria migliori effetti speciali per il film 1917.

## Filmografia parziale
- Angeli e demoni (Angels & Demons), regia di Ron Howard (2009)
- Edge of Tomorrow - Senza domani (Edge of Tomorrow), regia di Doug Liman (2014)
- La mummia (The Mummy), regia di Alex Kurtzman (2017)
- Solo: A Star Wars Story, regia di Ron Howard (2018)
- Star Wars - L'ascesa di Skywalker (Star Wars: The Rise of Skywalker), regia di J. J. Abrams (2019)
- 1917, regia di Sam Mendes (2019)
- Dolittle, regia di Stephen Gaghan (2020)
- The Batman, regia di Matt Reeves (2022)

## Riconoscimenti
Premio Oscar
- 2019 - Candidato ai migliori effetti speciali per Solo: A Star Wars Story[1]
- 2020 - Candidato ai migliori effetti speciali per Star Wars: L'ascesa di Skywalker[2]
- 2020 - Migliori effetti speciali per 1917[2]

Premio BAFTA
- 2020 - Candidato ai migliori effetti speciali per Star Wars: L'ascesa di Skywalker[3]
- 2020 - Migliori effetti speciali per 1917[3]